# Liangzhu (köpinghuvudort i Kina, Zhejiang Sheng, lat 30,38, long 120,05)
Liangzhu är en köpinghuvudort i Kina. Den ligger i provinsen Zhejiang, i den östra delen av landet, omkring 18 kilometer nordväst om provinshuvudstaden Hangzhou. Antalet invånare är 148 946. Befolkningen består av 71 387 kvinnor och 77 559 män. Barn under 15 år utgör 12,0 %, vuxna 15-64 år 80 %, och äldre över 65 år 7,0 %.
Runt Liangzhu är det mycket tätbefolkat, med 1 517 invånare per kvadratkilometer. Närmaste större samhälle är Hangzhou, 14,5 km sydost om Liangzhu. Trakten runt Liangzhu består till största delen av jordbruksmark.
Genomsnittlig årsnederbörd är 1 869 millimeter. Den regnigaste månaden är juni, med i genomsnitt 328 mm nederbörd, och den torraste är november, med 74 mm nederbörd.